# Субботина, Мария Алексеевна
Мария Алексеевна Субботина (род. 23 декабря 1928) — передовик советского сельского хозяйства, доярка совхоза «Верхнемуллинский» Пермского района Пермской области, Герой Социалистического Труда (1966).

## Биография
Родилась в 1928 году на территории Кировской области в русской семье.
Обучение в начальной школе завершила в деревне Субботино Верхне-Муллинского района Молотовской области. Трудовая жизнь Марии Алексеевны началась после четвёртого класса школы. Вместе с мамой работала в полеводческой бригаде совхоза «Осенцовский». В 1942 году, в четырнадцать лет, стала трудиться дояркой.
В 1947 году пришла работать дояркой в колхоз им. НКВД, и вся её дальнейшая трудовая жизнь была связана с работой в этом хозяйстве, в дальнейшем переименованном в совхоз «Верхнемуллинский».
Несмотря на нелегкий труд, доярки корма носили на себе, уборку в помещениях делали сами, коров доили вручную. Год от года благодаря самоотверженному, упорному труду добивалась лучших показателей. За достигнутые успехи в работе в 1956 году она была занесена в Книгу Почета передовиков животноводства Молотовской области.
Звание «Ударник коммунистического труда» присвоено в 1961 году. В 1960-е годы Субботинская ферма не раз завоевывала победные места в социалистическом соревновании. Коллективу фермы одному из первых в районе было присвоено почетное звание коллектива коммунистического труда. Мария Алексеевна Субботина одной из первых удалось перейти за пятитонный рубеж по надоям молока от коров.
Указом Президиума Верховного Совета СССР от 22 марта 1966 года за получение высоких показателей в сельском хозяйстве и рекордные надои молока Марии Алексеевне Субботиной было присвоено звание Героя Социалистического Труда с вручением ордена Ленина и медали «Серп и Молот».
Мария Алексеевна неоднократно являлась участницей ВДНХ СССР, ей было присвоено звание «Мастер животноводства» первого класса, и «Лучшая доярка района».
Неоднократно являлась делегатом районных и областных партийных конференций. В марте 1968 года была делегатом XIV съезда профсоюза СССР, в 1974 году делегатом VI съезда уполномоченных потребительской кооперации РСФСР.
С декабря 1983 года находится на пенсии, является персональным пенсионером союзного значения.

## Награды
За трудовые успехи была удостоена:
- золотая звезда «Серп и Молот» (22.03.1966)
- орден Ленина (22.03.1966)
- другие медали.